# 苻飛
苻 飛（ふ ひ、生没年不詳）は、五胡十六国時代前秦の皇族。創建期の前秦を支えた。

## 生涯
前秦に仕え、左衛将軍に任じられていた。
353年3月、西域の胡人である劉康が劉曜の子と詐称し、平陽において衆人を集めて晋王を自称した。4月、苻飛は平陽へ進んでこれを討伐し、劉康を捕らえた。
6月、仇池へ侵攻したが、氐王楊初に撃退された。丞相苻雄・平昌王苻菁は歩騎4万を率いて隴東に駐屯して仇池に備えた。
7月、前秦の将軍劉珍・夏侯顕が鄠で反乱を起こすと、その勢力は数万人に及んだ。9月、苻飛は苻法と共に劉珍・夏侯顕の討伐に当たると、12月には鄠を攻略して劉珍・夏侯顕を斬った。
やがて前将軍に任じられた。
355年6月、苻健が没し、子の苻生が跡を継いだ。8月、苻飛はかねてより苻生より信任を受けていたので、新興王に封じられた。
356年2月、東晋の将軍劉度が4千の兵を率いて盧にいる青州刺史王朗を攻めた。苻生の命により、苻飛は劉度討伐に向かったが、劉度は苻飛が到着する前に退却した。
4月、左光禄大夫強平は苻生の粗暴な振る舞いを強く諌めたが、これによって苻生の怒りを買い、獄に繋がれて誅殺されることとなった。この時、苻飛は禁中に控えていたが、衛将軍苻黄眉・前将軍苻飛と共に苻生の前に進み出て、叩頭して処刑を思い止まるよう強く諫めた。強平は苻生の母である強皇太后の弟（すなわち苻生の叔父）であったため、苻飛らは彼女の名を持ち出して諫言を続けたが、苻生はこれに一切耳を貸さず、結局強平は処刑された。苻生は反抗した苻飛も殺そうと考えていたが、その武勇を惜しんで扶風郡太守に左遷されただけで沙汰止みとなった。
これ以後、苻飛の行跡は史書に記されていないが、彼が姿を消した1年後より苻飛龍という人物が登場している。ただし関連性は不明である。苻飛龍は苻堅の末年まで前秦に仕えているが、慕容垂の裏切りにより殺害されている。

## 人物・逸話
前秦の閻負・梁殊が前涼へ使者として赴いたとき、前涼の涼州牧張瓘は彼らへ前秦の人材について問うた。その際に「驍勇・権略に長け、攻めれば必ず取り、戦に必ず勝つ。関張の流で、万人の敵となる者は、前将軍・新興王苻飛、建節将軍鄧羌、立忠将軍彭越、安遠将軍倶難、建武将軍徐成である」として、苻飛の名も挙げられている。